# Panda Express

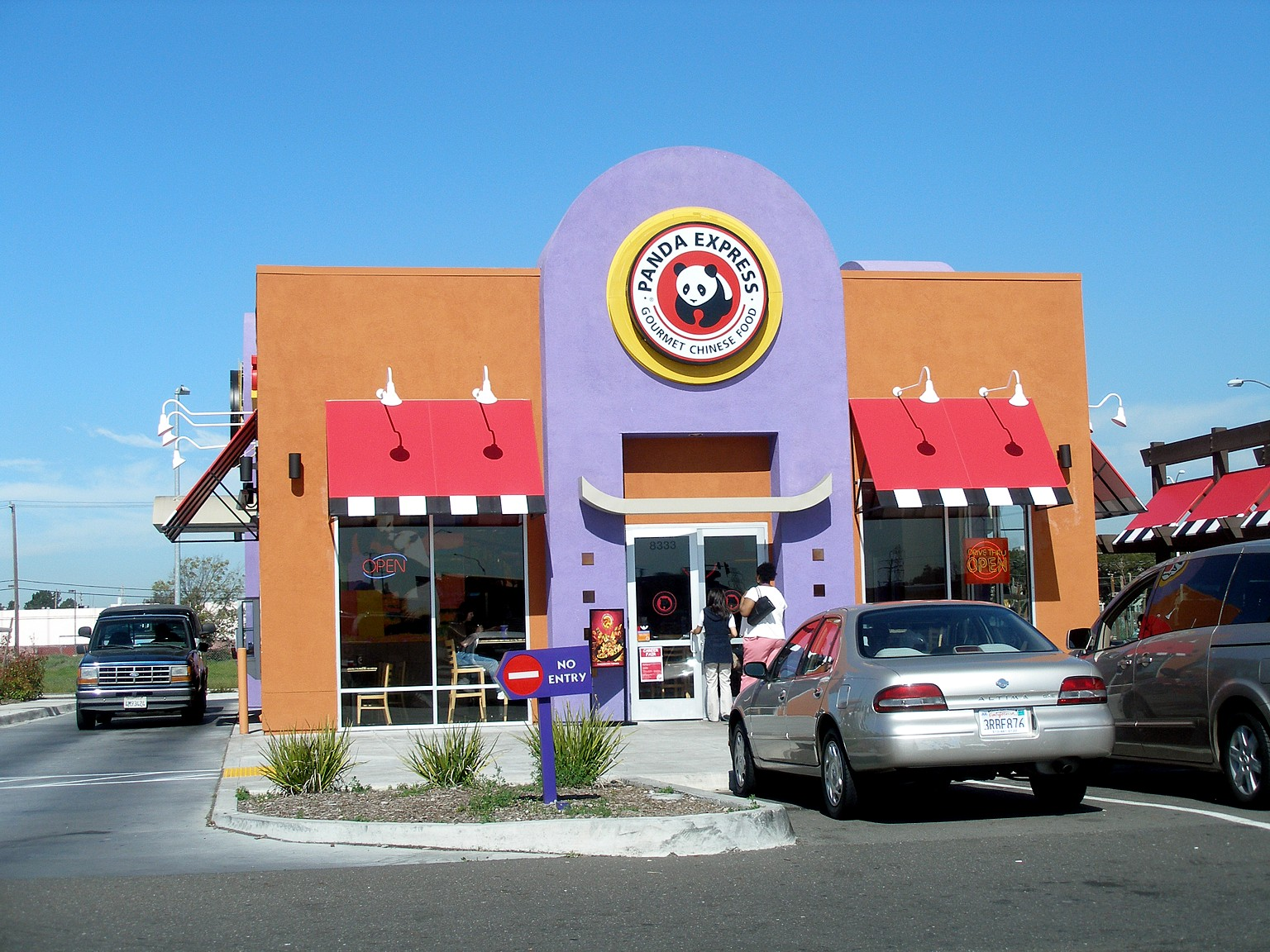
Exterior de un restaurante Panda Express.

Panda Express es una cadena de restaurantes que ofrece comida china adaptada al mercado estadounidense, fundada en 1983 en Glendale, California
Se encuentra principalmente en Estados Unidos; aeropuertos, estaciones ferroviarias, parques de atracciones, estadios, campus universitarios y en El Pentágono. Es una de las cadenas de restaurantes de comida rápida china más extendida de Estados Unidos.
En 1987, Panda Express abrió su primera sucursal fuera de California, en Honolulu, Hawáii
En 2004, la compañía empezó a abrir restaurantes autónomos con ventanillas para pedir la comida desde el coche. Panda Express tiene 1.054 restaurantes en 37 estados de EE. UU. y Puerto Rico, además de 2 establecimientos en Japón, 5 establecimientos en El Salvador y 18 establecimientos en Guatemala. 
La cadena ofrece una gran variedad de alimentos como pollo a la naranja, ternera con brócoli, pollo a la mandarina y pollo Kung Pao. Los platos combinados se sirven con arroz frito, arroz al vapor, Chow mein o verduras variadas. Panda Express no añade glutamato monosódico a ningún alimento una vez ha sido entregado en el restaurante, ni tampoco compra a ningún proveedor que lo añada previamente. 
Su central se encuentra en Rosemead, California. Panda Express es un equivalente, más rápido e informal, al restaurante Panda Inn, del cual surgió el concepto de la cadena.

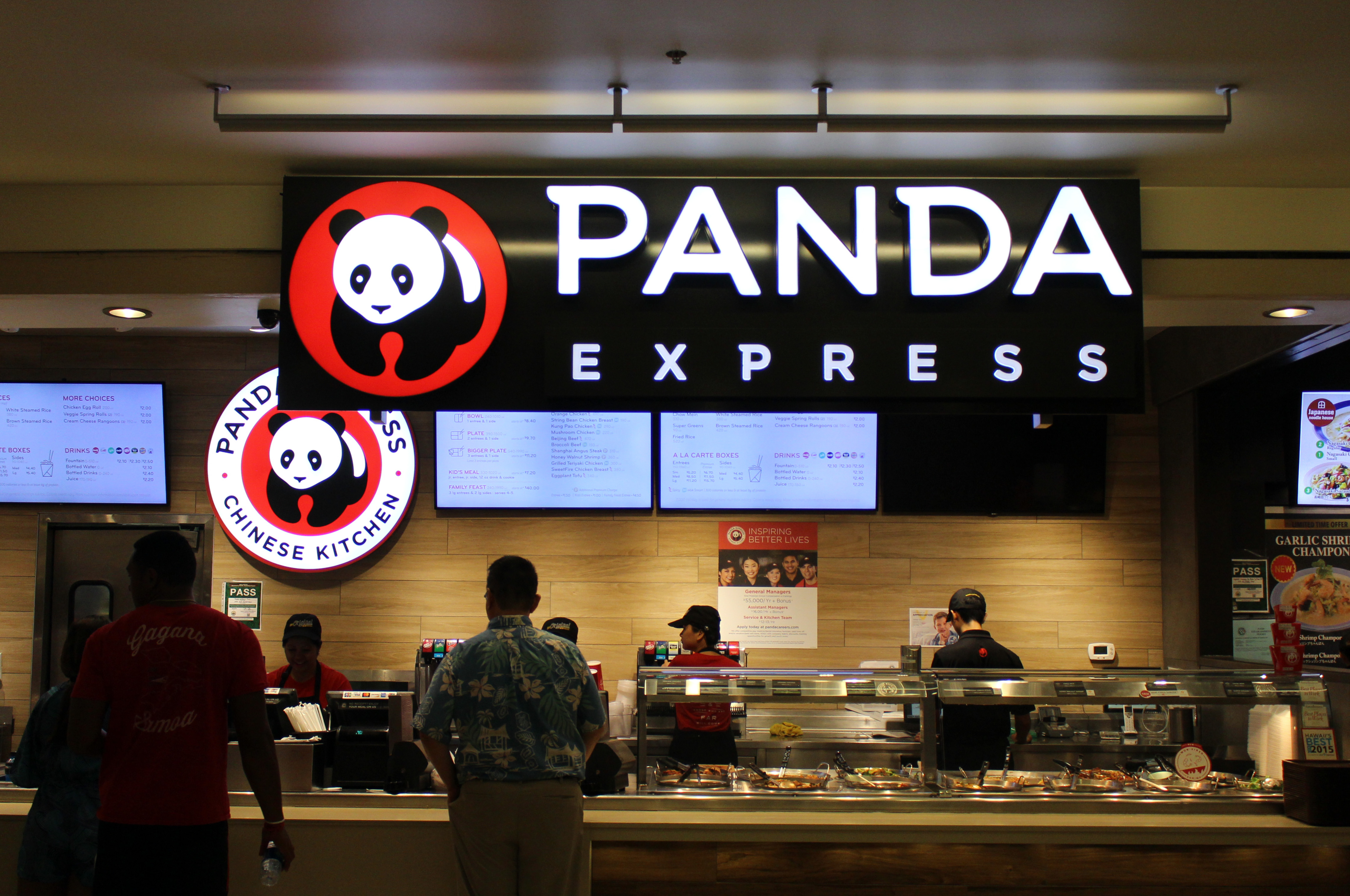
Barra de Panda Express

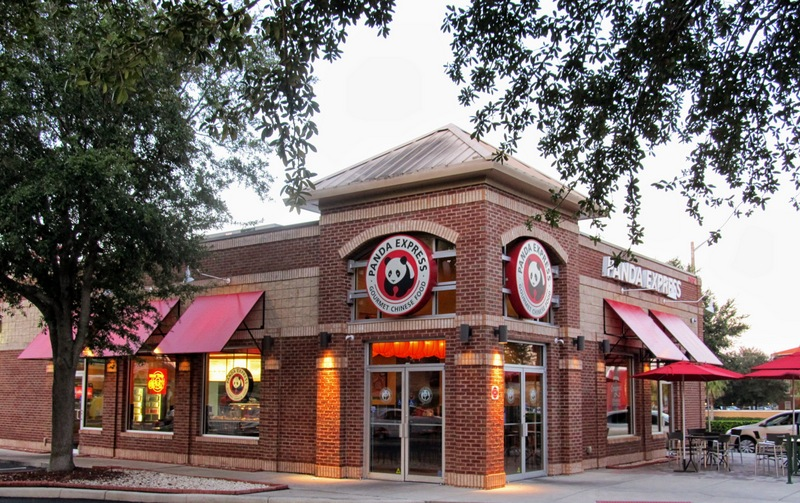
Exterior de un restaurante

## México
Panda Express inició operaciones en México desde el año 2011, actualmente cuenta con 24 sucursales en todo el país:
1. Cervantes
2. Lomas Verdes
3. Insurgentes Sur
4. Plaza Satélite
5. Anzures
6. Gustavo Baz
7. Cuemanco
8. Eduardo Molina
9. Santa Fe
10. San Jerónimo
11. Manacar
12. World Trade Center
13. Fórum Buenavista
14. Reforma
15. Antara
16. Interlomas
17. Centro Comercial Santa Fe
18. Patio Santa Fe
19. Parque Delta
20. Mega Coapa
21. Toreo Parque Central
22. Parque Lindavista
23. Oasis Coyoacán
24. Galerías metepec